# Krzyżowcy (powieść)
Krzyżowcy – czterotomowa powieść historyczna Zofii Kossak z dziejów pierwszej wyprawy krzyżowej, wydana po raz pierwszy w 1935 r. przez Księgarnię św. Wojciecha. Dalszym ciągiem są Król trędowaty i Bez oręża.

## Tom I: Bóg tak chce!
Śląsk, rok 1095. Po przegranej bitwie pod Kruszwicą jedenastu rycerzy śląskich, w tym trzej bracia Strzegonie wyruszają na Węgry aby uzyskać pomoc w walce przeciw wojewodzie Sieciechowi. Przyłączają się do węgierskiego poselstwa, zmierzającego do papieża. W Clermont Urban II ogłasza krucjatę, do której przyłączają się też Strzegonie, by uniknąć represji ze strony Sieciecha. Wcześniej rusza jednak krucjata ludowa, pod dowództwem Piotra Eremity i Waltera bez Mienia.
Część tłumu pod dowództwem rycerzy-bandytów – Gottschalka i von Emicha, odłącza się, by dokonywać pogromów Żydów, zostaje jednak rozbita. Reszcie udaje się dotrzeć do Konstantynopola. Część pierwsza kończy się opisem przygotowań krucjaty rycerskiej.

## Tom II: Fides graeca[1]
Do Konstantynopola przybywają armie krzyżowców dowodzone przez Rajmunda z Tuluzy, Gotfryda de Bouillon i jego brata Baldwina de Boulogne, Boemunda de Hauteville i jego siostrzeńca Tankreda de Hauteville, oraz dwóch Robertów: flandryjskiego i normandzkiego. Dowiadują się, że krucjata ludowa została wymordowana przez Turków. Cesarz zmusza ich do złożenia przysięgi wierności. Później krzyżowcy przystępują do oblężenia Nicei, miasto zostaje jednak zajęte przez Bizantyjczyków.
Głównym tematem tego tomu jest zderzenie trzech cywilizacji: łacińskiej, greckiej i arabskiej.

## Tom III: Wieża Trzech Sióstr
Lotaryńczycy i Normanowie chcą się rozdzielić. Jednakże cudem wygrana bitwa pod Doryleum przekonuje ich, że tylko działając razem mają szansę przeżyć. W bitwie ginie Witosław Strzegonia. Krzyżowcy z trudem pokonują pustynię i przystępują do dalszych podbojów. Baldwin odłącza się, by zagarnąć dla siebie Edessę. Rajmund i reszta zaczynają oblegać Antiochię, jednak bez powodzenia. Imbram Strzegonia wdaje się w romans z Greczynką, zdradzając tym samym swą żonę Ofkę, co wywołuje gniew jego brata, Zbyluta.
Bracia odnajdują polskiego jeńca-uciekiniera Ostoja Jastrzębca, który wskazuje Boemundowi sposób zdobycia Antiochii. W tym celu wystarczy opanować Wieżę Trzech Sióstr i otworzyć bramę. Plan się udaje, miasto jednak i tak było na skraju klęski z powodu wyczerpania zapasów. Krzyżowcy zamykają się w Antiochii, czekając na Turków, ci jednak postanawiają nie wytaczać otwartej bitwy, tylko poczekać, aż głód zabije Europejczyków...

## Tom IV: Jerozolima wyzwolona
Turcy pod przewodnictwem Kurbughi stoją wokół Antiochii, podczas gdy krzyżowców gnębi głód. Wydaje się, ze ich klęska jest przesądzona, gdy nagle odnaleziona zostaje relikwia – włócznia, którą przebito bok Jezusa. W międzyczasie Kurbugha w wyniku przepowiedni swojej matki cofa się spod murów. Dochodzi do bitwy, w której wygrywają krzyżowcy. Armia krzyżowa zmuszona jest jednak stanąć w miejscu, w wyniku konfliktu między Boemundem a Rajmundem o Antiochię. W mieście szerzy się zaraza, która pochłania wiele ofiar. Na chorobę zapada też Zbylut, przed śmiercią wyjawia Imbramowi, że kochał się w Ofce, nienawidzi więc brata i zemści się po śmierci. Przerażony Imbram przebija zwłoki Zbyluta drewnianym kołkiem.
Po podpaleniu Antiochii przez część krzyżowców Rajmund zgadza się ruszyć dalej. Dochodzi do oblężenia Jerozolimy, sytuacja po raz kolejny wydaje się beznadziejna (Arabowie zatruli źródła wody), jednakże krzyżowcy zdobywają święte miasto i urządzają rzeź. Królem mimo woli zostaje Gotfryd. Imbram jako jedyny polski krzyżowiec pozostały przy życiu (obok Jastrzębca) wraca do kraju i dowiaduje się o śmierci Ofki.